# Ioan Alduleanu
Ioan Alduleanu (n. 1821, Moeciu, Brașov - d. 1871, Budapesta) a fost un jurist, judecător și om politic român din Transilvania secolului al XIX-lea, membru al Dietei de la Sibiu (1863-1864) și al Senatului Imperial de la Viena (1864-1865).

## Biografie și familie
Ioan cavaler de Alduleanu s-a născut în anul 1821 în Moeciu (Moecii Branului), ca fiu al preotului Nicolae Aldulea (d. 1831), din localitate. Mama sa, Neacșa (d. 1826), a fost fiica protopopului din Zărnești, Bratu Baiul  și sora mamei episcopului Ioan Mețianu. La vârsta de nouă ani, Ioan Alduleanu a rămas orfan de ambii părinți. În 1847 s-a căsătorit cu Elena, n. Șandru, cu care a avut cinci copii: Maria (căs. Cu Nicolau Siustaiu), Elena (căs. cu Atanasie Cimponeriu), Ioan, Constantin (procuror în Ploiești)  și Eugenia. 

## Viața și activitatea
După absolvirea studiilor juridice a urmat o carieră în domeniu, în cadrul a diferite instituții din Transilvania și Ungaria. A fost avocat în Brașov (1847), notar al districtului Făgăraș (1848), asesor al Tribunalului din Alba Iulia (1850), președinte al Tribunalului urbarial din Brașov (1858), consilier al guvernului Transilvaniei din Cluj (1861), vicepreședinte al Tablei Regești din Târgu Mureș (1865), consilier în Ministerul Justiției la Pesta (1867), membru al curiei regale (Curtea de Casație) din Pesta (1869). 
În plan politic, a fost deputat la Dieta Transilvaniei de la Sibiu (1863-1864) și vicepreședinte al acesteia, precum și deputat în Senatul Imperial de la Viena (1864-1865). A participat la adunările politice naționale ale românilor și la congresele bisericești ortodoxe din anii 1860 .

## Ordine și decorații
- Ordinul Coroana de Fier, clasa a III-a[2]